# Neotrachystola superciliata
Neotrachystola superciliata là một loài bọ cánh cứng trong họ Cerambycidae.